# Brooks (Oregon)
Brooks az Amerikai Egyesült Államok északnyugati részén, Oregon állam Marion megyéjében, az Oregon Route 99E közelében elhelyezkedő statisztikai település, a salemi statisztikai körzet része. A 2020. évi népszámlálási adatok alapján 472 lakosa van.

## Története
Névadója Linus Brooks telepes. A posta és a vasútállomás 1871-ben nyíltak meg. 1878-ban a település lakossága 135 fő volt.

## Népesség
A település népességének változása:

| 2010 | 398 |
| 2020 | 472 |

## Gazdaság
A térség gazdasága a mezőgazdaságon alapszik. A legnagyobb foglalkoztató a NORPAC zöldség- és gyümölcsfeldolgozó üzeme. A Covanta Energy szemétégető erőművet tart fenn.

## Múzeum
Itt található a Powerland Heritage Park közlekedési múzeum. A történelmi társaság az egykori vasútállomás épületében működik.

## Oktatás
Az alsó tagozatos általános iskola fenntartója a Gervaisi Tankerület. Itt található a Willamette Valley Christian School egyházi intézmény, valamint a Chemeketa Közösségi Főiskola egy telephelye is.

## Nevezetes személy
- George Schoener, rózsanemesítő[14]

## Fordítás
- Ez a szócikk részben vagy egészben  a   Brooks, Oregon című angol Wikipédia-szócikk ezen változatának fordításán alapul.  Az eredeti cikk szerkesztőit annak laptörténete sorolja fel. Ez a jelzés csupán a megfogalmazás eredetét és a szerzői jogokat jelzi, nem szolgál a cikkben szereplő információk forrásmegjelöléseként.